# Kalamata
Kalamata là một thành phố thuộc tỉnh Peloponnese, Hy Lạp. Thành phố Kalamata có tổng diện tích  km², dân số năm năm 2011 là 70.130 người. Đây là thành phố lớn thứ 1 của Hy Lạp.